# Hackerspace

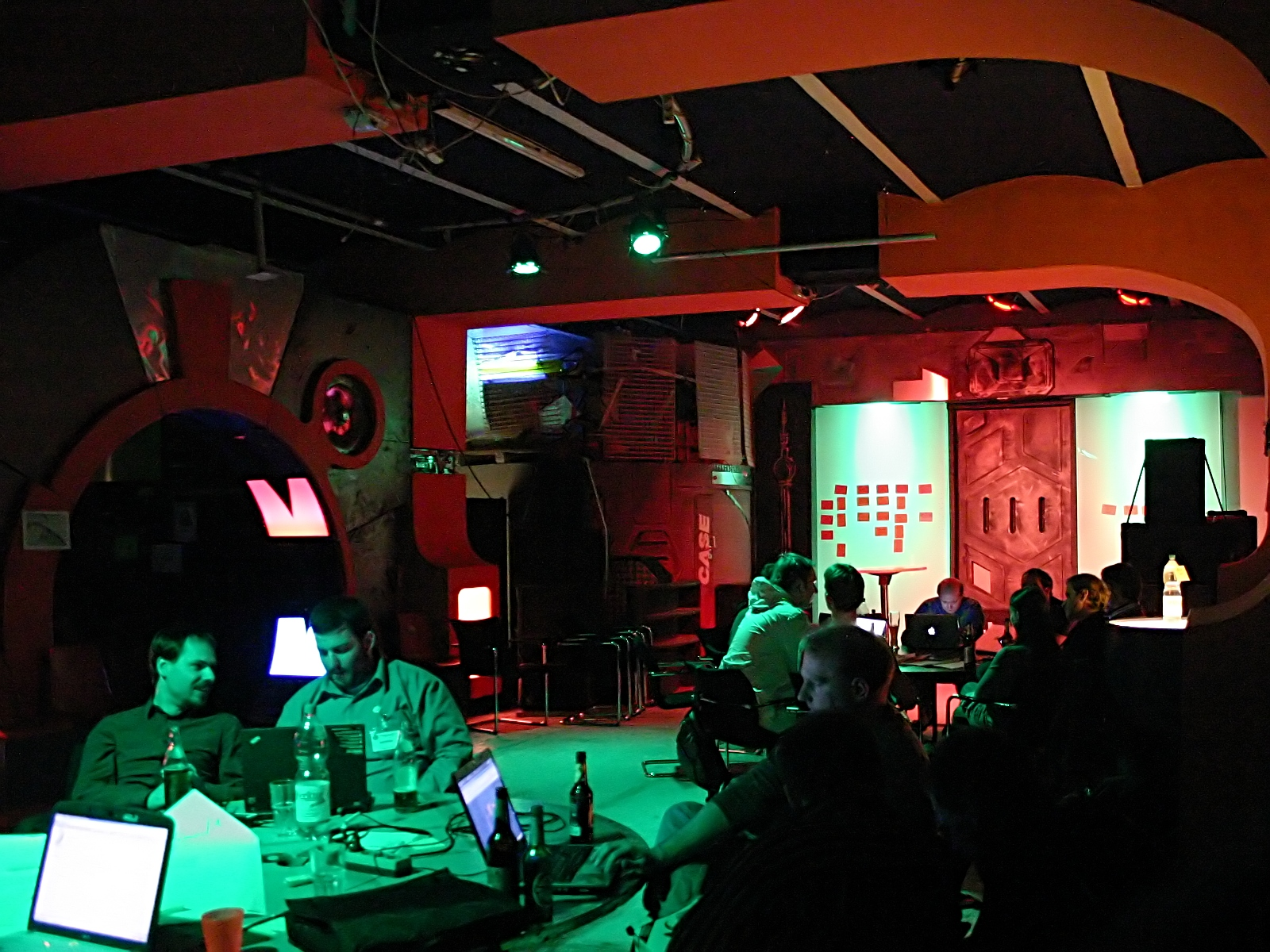
Det tyska hackerspacet c-base

Ett hackerspace är en fysisk plats där hackare kan träffas och arbeta på olika projekt tillsammans eller individuellt.
I Sverige finns det för närvarande tolv platser som kallar sig hackerspace i Sverige: en i Arvika, tre i Göteborg, en i Helsingborg, en i Malmö, en i Skövde, tre i Stockholm och en i Umeå.